# Coupe du monde de tir à l'arc de 2010
Navigation
Édition précédente Édition suivante
La coupe du monde de tir à l'arc de 2010 est la cinquième édition annuelle de la coupe du monde organisée par la World Archery Federation (WA). Elle regroupe des compétitions individuelles, par équipes et mixtes dans les catégories d'arc classique et arc à poulies.
Quatre compétitions de qualification ont lieu entre mai à septembre et les meilleurs archers sont qualifiés pour les finales mi-septembre à Édimbourg dans les Jardins d'East Princes Street au Royaume-Uni. Toutes les épreuves se déroulent en extérieur avec des cibles se situant à 70 m pour l'arc classique et 50 m pour l'arc à poulies. Le format des épreuves reste identique au tir à l'arc aux Jeux olympiques pour l'arc classique.

## Calendrier
| Étape  | Date                           | Lieu            |
| ------ | ------------------------------ | --------------- |
| 1re    | du 4 au 8 mai 2010             | Poreč (CRO)     |
| 2e     | du 7 au 11 juin 2010           | Antalya (TUR)   |
| 3e     | du 3 au 7 août 2010            | Ogden (USA)     |
| 4e     | du 31 août au 4 septembre 2010 | Shanghai (CHN)  |
| Finale | du 18 au 19 septembre 2010     | Édimbourg (GBR) |

## Résultats des étapes qualificatives
Voici le classement des archers pour les différentes étapes de qualifications dans toutes les épreuves,,,.

### Classique masculin
| Lieu     | Or                   | Argent                  | Bronze                 |
| -------- | -------------------- | ----------------------- | ---------------------- |
| Poreč    | Brady Ellison (USA)  | Victor Wunderle (USA)   | Simon Terry (GBR)      |
| Antalya  | Jing Xiangqing (CHN) | Michele Frangilli (ITA) | Brady Ellison (USA)    |
| Ogden    | Kim Woojin (KOR)     | Oh Jin-hyek (KOR)       | Im Dong-hyun (KOR)     |
| Shanghai | Im Dong-hyun (KOR)   | Lee Chang-hwan (KOR)    | Jayanta Talukdar (IND) |

### Classique féminin
| Lieu     | Or                    | Argent                  | Bronze                |
| -------- | --------------------- | ----------------------- | --------------------- |
| Poreč    | Sabrina Struyf (BEL)  | Alena Kuzniatzova (BLR) | Bérengère Schuh (FRA) |
| Antalya  | Victoriya Koval (UKR) | Inna Stepanova (RUS)    | Ksenia Perova (RUS)   |
| Ogden    | Kim Moon Jung (KOR)   | Ki Bo-bae (KOR)         | Yun Ok-hee (KOR)      |
| Shanghai | Ki Bo-bae (KOR)       | Deepika Kumari (IND)    | Yun Ok-hee (KOR)      |

### Poulies masculin
| Lieu     | Or                       | Argent                   | Bronze                  |
| -------- | ------------------------ | ------------------------ | ----------------------- |
| Poreč    | Sam Kyritsoglou (BEL)    | Sergio Pagni (ITA)       | Reo Wilde (USA)         |
| Antalya  | Martin Damsbo (DEN)      | Braden Gellenthien (USA) | Vladas Sigauskas (LTU)  |
| Ogden    | Braden Gellenthien (USA) | Jorge Jimenez (ESA)      | Rodger Willet Jr. (USA) |
| Shanghai | Shaun Teasdale (NZL)     | Koos de Wet (RSA)        | Jorge Jimenez (ESA)     |

### Poulies féminin
| Lieu     | Or                        | Argent            | Bronze                    |
| -------- | ------------------------- | ----------------- | ------------------------- |
| Poreč    | Ashley Wallace (CAN)      | Nicky Hunt (GBR)  | Sandrine Vandionant (FRA) |
| Antalya  | Erika Anschutz (USA)      | Nicky Hunt (GBR)  | Ashley Wallace (CAN)      |
| Ogden    | Sandrine Vandionant (FRA) | Doris Jones (CAN) | Jamie Van Natta (USA)     |
| Shanghai | Nicky Hunt (GBR)          | Linda Ochoa (MEX) | Erika Anschutz (USA)      |

### Classiques masculin par équipes
| Lieu     | Or                                                        | Argent                                                   | Bronze                                               |
| -------- | --------------------------------------------------------- | -------------------------------------------------------- | ---------------------------------------------------- |
| Poreč    | Italie Ilario Di Buò Michele Frangilli Marco Galiazzo     | Inde Tarundeep Rai Mangal Singh Champia Jayanta Talukdar | Chine Chen Wenyuan Xing Yu Zhao Shenzhou             |
| Antalya  | Inde Rahul Banerjee Mangal Singh Champia Jayanta Talukdar | États-Unis Richard Johnson Brady Ellison Victor Wunderle | Japon Ryota Amano Takaharu Furukawa Shungo Tabata    |
| Ogden    | États-Unis Jake Kaminski Brady Ellison Victor Wunderle    | Chine Chen Wenyuan Song Junjie Xing Yu                   | Corée du Sud Im Dong-hyun Lee Chang-hwan Oh Jin-hyek |
| Shanghai | Inde Rahul Banerjee Tarundeep Rai Jayanta Talukdar        | Japon Ryota Amano Takaharu Furukawa Hideki Kikuchi       | Corée du Sud Im Dong-hyun Kim Woojin Oh Jin-hyek     |

### Classique féminin par équipes
| Lieu     | Or                                                         | Argent                                                          | Bronze                                                  |
| -------- | ---------------------------------------------------------- | --------------------------------------------------------------- | ------------------------------------------------------- |
| Poreč    | Ukraine Tetyana Dorokhova Victoriya Koval Kateryna Palekha | Biélorussie Iryna Hul Elena Kuznetsova Ekaterina Timofeyeva     | Chine Zhu Shanshan Guo Faping Cheng Ming                |
| Antalya  | Chine Zhu Shanshan Guo Faping Cheng Ming                   | Russie Tatyana Boroday Ksenia Perova Inna Stepanova             | États-Unis Heather Koehl Khatuna Lorig Jennifer Nichols |
| Ogden    | Corée du Sud Joo Hyun-jung Ki Bo-bae Yun Ok-hee            | Inde Novia Nuraini Rina Dewi Puspitasari Ika Yuliana Rochmawati | Chine Zhu Shanshan Guo Faping Cheng Ming                |
| Shanghai | Corée du Sud Joo Hyun-jung Ki Bo-bae Yun Ok-hee            | Chine Zhu Shanshan Zhang Yunlu Cheng Ming                       | Taipei chinois Tan Ya-Ting Wu Hui-ju Yuan Shu-chi       |

### Classique mixte par équipes
| Lieu     | Or                                        | Argent                                    | Bronze                                       |
| -------- | ----------------------------------------- | ----------------------------------------- | -------------------------------------------- |
| Poreč    | États-Unis Brady Ellison Jennifer Nichols | Chine Xing Yu Cheng Ming                  | Italie Michele Frangilli Pia Carmen Lionetti |
| Antalya  | Chine Xing Yu Cheng Ming                  | États-Unis Brady Ellison Jennifer Nichols | France Romain Girouille Bérengère Schuh      |
| Ogden    | Corée du Sud Kim Moon-jung Oh Jin-hyek    | Royaume-Uni Naomi Folkard Larry Godfrey   | Italie Michele Frangilli Natalia Valeeva     |
| Shanghai | Corée du Sud Ki Bo-bae Lee Chang-hwan     | États-Unis Jake Kaminski Khatuna Lorig    | Ukraine Victoriya Koval Viktor Ruban         |

### Poulies masculin par équipes
| Lieu     | Or                                                        | Argent                                                      | Bronze                                                       |
| -------- | --------------------------------------------------------- | ----------------------------------------------------------- | ------------------------------------------------------------ |
| Poreč    | États-Unis Braden Gellenthien Dave Cousins Reo Wilde      | Danemark Martin Dambso Mads Juul Krogshede Patrick Laursen  | Salvador Rigoberto Hernández Roberto Hernández Jorge Jimenez |
| Antalya  | Afrique du Sud Nico Benade Seppie Cilliers Riaan Crowther | États-Unis Braden Gellenthien Ben Cleland Rodger Willet Jr. | Royaume-Uni Duncan Busby Liam Grimwood Chris White           |
| Ogden    | États-Unis Braden Gellenthien Jesse Broadwater Reo Wilde  | Canada Andrew Fagan Kevin Tataryn Dietmar Trillus           | Salvador Rigoberto Hernández Roberto Hernández Jorge Jimenez |
| Shanghai | Australie Patrick Coghlan Clint Freeman Robert Timms      | Royaume-Uni Duncan Busby Liam Grimwood Chris White          | États-Unis Braden Gellenthien Rodger Willet Jr. Reo Wilde    |

### Poulies féminin par équipes
| Lieu     | Or                                                       | Argent                                                               | Bronze                                                           |
| -------- | -------------------------------------------------------- | -------------------------------------------------------------------- | ---------------------------------------------------------------- |
| Poreč    | Russie Anna Artemova Viktoria Balzhanova Albina Loginova | États-Unis Erika Anschutz Jamie Van Natta Diane Watson               | Mexique Ana Del Milagro Crisanto Felisa De La Concha Linda Ochoa |
| Antalya  | Russie Anna Artemova Viktoria Balzhanova Albina Loginova | Iran Ensieh Hajianzehali Seyedeh-Vida Halimianavval Parsamehr Mahtab | Mexique Ana Del Milagro Crisanto Felisa De La Concha Linda Ochoa |
| Ogden    | États-Unis Erika Anschutz Jamie Van Natta Diane Watson   | Canada Camille Bouffard-Demers Doris Jones Ashley Wallace            | Australie Rebecca Darby Fiona Hyde Cassie Mc Call                |
| Shanghai | États-Unis Erika Anschutz Jamie Van Natta Diane Watson   | Russie Anna Kazantseva Viktoria Balzhanova Albina Loginova           | Royaume-Uni Danielle Brown Nicky Hunt Nichola Simpson            |

### Poulies mixte par équipes
| Lieu     | Or                                           | Argent                                           | Bronze                                |
| -------- | -------------------------------------------- | ------------------------------------------------ | ------------------------------------- |
| Poreč    | Canada Dietmar Trillus Ashley Wallace        | Danemark Martin Damsbo Camilla Soemod            | États-Unis Reo Wilde Jamie Van Natta  |
| Antalya  | Mexique Julio Ricardo Fierro Linda Ochoa     | Danemark Martin Damsbo Camilla Soemod            | États-Unis Erika Anschutz Duane Price |
| Ogden    | Russie Viktoria Balzhanova Alexander Dambaev | États-Unis Jamie Van Natta Rodger Willet Jr.     | Danemark Martin Damsbo Camilla Soemod |
| Shanghai | Mexique Hafid Jaime Linda Ochoa              | Iran Seyedeh-Vida Halimianavval Reza Zamaninejad | États-Unis Erika Anschutz Reo Wilde   |

## La finale
En finale, seules les épreuves individuelles et mixtes sont disputées.

### Qualification des archers
À la fin des étapes de qualifications, les 7 meilleurs archers les mieux classés des quatre étapes dans chaque catégories seront sélectionnés pour participer à la finale. Un archer du pays organisateur a automatiquement une place pour la finale.
Cependant, il existe une limite de deux archers du même pays dans chaque catégorie.
Pour les épreuves mixtes, la meilleure équipe des qualifications disputera la finale contre l'équipe du pays organisateur de la finale. Dans le cas où la première équipe et celle du pays organisateur, c'est la seconde équipe qui sera sélectionnée.
| Rang | Nom               | Points |
| ---- | ----------------- | ------ |
| 1    | Brady Ellison     | 48     |
| 2    | Im Dong-hyun      | 43     |
| 3    | Kim Woojin        | 38     |
| 4    | Michele Frangilli | 32     |
| 5    | Jayanta Talukdar  | 31     |
| 6    | Marco Galiazzo    | 30     |
| 7    | Simon Terry       | 28     |
| 8    | Jing Xiangqing    | 25     |
| 9    | Sung Chia Chun    | 23     |
| 10   | Oh Jin-hyek       | 21     |
| 10   | Lee Chang-hwan    | 21     |
| 10   | Victor Wunderle   | 21     |
| 10   | Chu Sian Cheng    | 21     |

| Rang | Nom               | Points |
| ---- | ----------------- | ------ |
| 1    | Ki Bo-bae         | 46     |
| 2    | Justyna Mospinek  | 39     |
| 3    | Deepika Kurami    | 37     |
| 4    | Yun Ok-hee        | 36     |
| 5    | Kim Moon Jung     | 30     |
| 6    | Joo Hyun-jung     | 27     |
| 7    | Alena Kuzniatzova | 26     |
| 7    | Guo Faping        | 26     |
| 9    | Victoriya Koval   | 25     |
| 9    | Dola Banerjee     | 25     |
| 9    | Zhu Shanshan      | 25     |
| 9    | Sabrina Stryuf    | 25     |

| Rang | Nom                | Points |
| ---- | ------------------ | ------ |
| 1    | Braden Gellenthien | 51     |
| 2    | Jorge Jimenez      | 49     |
| 3    | Martin Damsbo      | 45     |
| 4    | Shaun Teasdale     | 40     |
| 5    | Dietmar Trillus    | 38     |
| 6    | Sergio Pagni       | 37     |
| 7    | Rodger Willet Jr.  | 33     |
| 8    | Reo Wilde          | 31     |
| 9    | Sam Kyritsoglou    | 30     |
| 10   | Vladas Sigauskas   | 28     |

| Rang | Nom                 | Points |
| ---- | ------------------- | ------ |
| 1    | Nicky Hunt          | 67     |
| 2    | Erika Anschutz      | 58     |
| 3    | Ashley Wallace      | 48     |
| 4    | Sandrine Vandionant | 43     |
| 5    | Albina Longinova    | 41     |
| 6    | Jamie Van Natta     | 35     |
| 7    | Linda Ochoa         | 31     |
| 8    | Irina Markovic      | 30     |
| 9    | Viktoria Balzhanova | 28     |
| 10   | Diane Watson        | 21     |
| 10   | Doris Jones         | 21     |

| Rang | Pays         | Points |
| ---- | ------------ | ------ |
| 1    | États-Unis   | 40     |
| 2    | Corée du Sud | 32     |
| 3    | Chine        | 29     |
| 4    | Italie       | 23     |
| 5    | Russie       | 18     |

| Rang | Pays       | Points |
| ---- | ---------- | ------ |
| 1    | Mexique    | 35     |
| 2    | Danemark   | 34     |
| 3    | États-Unis | 32     |
| 4    | Russie     | 18     |
| 4    | Canada     | 18     |

### Classique masculin
|  | Quarts-de-finale      | Quarts-de-finale     |                    |                      | Demi-finales           | Demi-finales |  |  | Finale             | Finale |
|  | Quarts-de-finale      | Quarts-de-finale     |                    |                      | Demi-finales           | Demi-finales |  |  | Finale             | Finale |
|  |                       |                      |                    |                      |                        |              |  |  |                    |        |
|  |                       |                      |                    |                      |                        |              |  |  |                    |        |
|  |                       |                      |                    |                      |                        |              |  |  |                    |        |
|  | Brady Ellison (1)     | 6                    |                    |                      |                        |              |  |  |                    |        |
|  | Brady Ellison (1)     | 6                    |                    |                      |                        |              |  |  |                    |        |
|  | Alan Wills (8)        | 2                    |                    |                      |                        |              |  |  |                    |        |
|  | Alan Wills (8)        | 2                    | Brady Ellison (1)  | 6                    |                        |              |  |  |                    |        |
|  |                       |                      | Brady Ellison (1)  | 6                    |                        |              |  |  |                    |        |
|  |                       | Jayanta Talukdar (5) | 5                  |                      |                        |              |  |  |                    |        |
|  | Jayanta Talukdar (5)  | Jayanta Talukdar (5) | 5                  | 6                    |                        |              |  |  |                    |        |
|  | Jayanta Talukdar (5)  |                      |                    | 6                    |                        |              |  |  |                    |        |
|  | Michele Frangilli (4) | 4                    |                    |                      |                        |              |  |  |                    |        |
|  | Michele Frangilli (4) | 4                    | Brady Ellison (1)  | 6                    |                        |              |  |  |                    |        |
|  |                       |                      | Brady Ellison (1)  | 6                    |                        |              |  |  |                    |        |
|  |                       | Im Dong-hyun (2)     | 2                  |                      |                        |              |  |  |                    |        |
|  | Kim Woojin (3)        | Im Dong-hyun (2)     | 2                  | 4                    |                        |              |  |  |                    |        |
|  | Kim Woojin (3)        |                      |                    | 4                    |                        |              |  |  |                    |        |
|  | Marco Galiazzo (6)    | 6                    |                    |                      |                        |              |  |  |                    |        |
|  | Marco Galiazzo (6)    | 6                    | Marco Galiazzo (6) | 2                    |                        |              |  |  |                    |        |
|  |                       |                      | Marco Galiazzo (6) | 2                    | Match pour la 3e place |              |  |  |                    |        |
|  |                       | Im Dong-hyun (2)     | 6                  |                      |                        |              |  |  |                    |        |
|  | Simon Terry (7)       | Im Dong-hyun (2)     | 6                  | 3                    |                        |              |  |  |                    |        |
|  | Simon Terry (7)       |                      |                    | 3                    |                        |              |  |  |                    |        |
|  | Im Dong-hyun (2)      | 7                    |                    | Jayanta Talukdar (5) | 6                      |              |  |  |                    |        |
|  | Im Dong-hyun (2)      | 7                    |                    | Jayanta Talukdar (5) | 6                      |              |  |  |                    |        |
|  |                       |                      |                    |                      |                        |              |  |  | Marco Galiazzo (6) | 2      |
|  |                       |                      |                    |                      |                        |              |  |  | Marco Galiazzo (6) | 2      |

### Classique féminin
|  | Quarts-de-finale      | Quarts-de-finale     |                     |               | Demi-finales           | Demi-finales |  |  | Finale               | Finale |
|  | Quarts-de-finale      | Quarts-de-finale     |                     |               | Demi-finales           | Demi-finales |  |  | Finale               | Finale |
|  |                       |                      |                     |               |                        |              |  |  |                      |        |
|  |                       |                      |                     |               |                        |              |  |  |                      |        |
|  |                       |                      |                     |               |                        |              |  |  |                      |        |
|  | Ki Bo-bae (1)         | 7                    |                     |               |                        |              |  |  |                      |        |
|  | Ki Bo-bae (1)         | 7                    |                     |               |                        |              |  |  |                      |        |
|  | Naomi Folkard (8)     | 3                    |                     |               |                        |              |  |  |                      |        |
|  | Naomi Folkard (8)     | 3                    | Ki Bo-bae (1)       | 5             |                        |              |  |  |                      |        |
|  |                       |                      | Ki Bo-bae (1)       | 5             |                        |              |  |  |                      |        |
|  |                       | Yun Ok-hee (4)       | 6                   |               |                        |              |  |  |                      |        |
|  | Alena Kuzniatzova (5) | Yun Ok-hee (4)       | 6                   | 0             |                        |              |  |  |                      |        |
|  | Alena Kuzniatzova (5) |                      |                     | 0             |                        |              |  |  |                      |        |
|  | Yun Ok-hee (4)        | 6                    |                     |               |                        |              |  |  |                      |        |
|  | Yun Ok-hee (4)        | 6                    | Yun Ok-hee (4)      | 7             |                        |              |  |  |                      |        |
|  |                       |                      | Yun Ok-hee (4)      | 7             |                        |              |  |  |                      |        |
|  |                       | Victoriya Koval (6)  | 3                   |               |                        |              |  |  |                      |        |
|  | Deepika Kumari (3)    | Victoriya Koval (6)  | 3                   | 4             |                        |              |  |  |                      |        |
|  | Deepika Kumari (3)    |                      |                     | 4             |                        |              |  |  |                      |        |
|  | Victoriya Koval (6)   | 6                    |                     |               |                        |              |  |  |                      |        |
|  | Victoriya Koval (6)   | 6                    | Victoriya Koval (6) | 6             |                        |              |  |  |                      |        |
|  |                       |                      | Victoriya Koval (6) | 6             | Match pour la 3e place |              |  |  |                      |        |
|  |                       | Justyna Mospinek (2) | 0                   |               |                        |              |  |  |                      |        |
|  | Dola Banerjee (7)     | Justyna Mospinek (2) | 0                   | 0             |                        |              |  |  |                      |        |
|  | Dola Banerjee (7)     |                      |                     | 0             |                        |              |  |  |                      |        |
|  | Justyna Mospinek (2)  | 6                    |                     | Ki Bo-bae (1) | 6                      |              |  |  |                      |        |
|  | Justyna Mospinek (2)  | 6                    |                     | Ki Bo-bae (1) | 6                      |              |  |  |                      |        |
|  |                       |                      |                     |               |                        |              |  |  | Justyna Mospinek (2) | 2      |
|  |                       |                      |                     |               |                        |              |  |  | Justyna Mospinek (2) | 2      |

### Classique mixte par équipes
L'équipe des États-Unis s'impose contre l'équipe locale du Royaume-Uni composée de Naomi Folkard et Simon Terry sur le score de 138 à 133.

### Poulies masculin
|  | Quarts-de-finale       | Quarts-de-finale      |                        |                    | Demi-finales           | Demi-finales |  |  | Finale                | Finale |
|  | Quarts-de-finale       | Quarts-de-finale      |                        |                    | Demi-finales           | Demi-finales |  |  | Finale                | Finale |
|  |                        |                       |                        |                    |                        |              |  |  |                       |        |
|  |                        |                       |                        |                    |                        |              |  |  |                       |        |
|  |                        |                       |                        |                    |                        |              |  |  |                       |        |
|  | Braden Gellenthien (1) | 6                     |                        |                    |                        |              |  |  |                       |        |
|  | Braden Gellenthien (1) | 6                     |                        |                    |                        |              |  |  |                       |        |
|  | Chris White (8)        | 2                     |                        |                    |                        |              |  |  |                       |        |
|  | Chris White (8)        | 2                     | Braden Gellenthien (1) | 7                  |                        |              |  |  |                       |        |
|  |                        |                       | Braden Gellenthien (1) | 7                  |                        |              |  |  |                       |        |
|  |                        | Shaun Teasdale (4)    | 3                      |                    |                        |              |  |  |                       |        |
|  | Dietmar Trillus (5)    | Shaun Teasdale (4)    | 3                      | 5                  |                        |              |  |  |                       |        |
|  | Dietmar Trillus (5)    |                       |                        | 5                  |                        |              |  |  |                       |        |
|  | Shaun Teasdale (4)     | 6                     |                        |                    |                        |              |  |  |                       |        |
|  | Shaun Teasdale (4)     | 6                     | Braden Gellenthien (1) | 4                  |                        |              |  |  |                       |        |
|  |                        |                       | Braden Gellenthien (1) | 4                  |                        |              |  |  |                       |        |
|  |                        | Sergio Pagni (6)      | 6                      |                    |                        |              |  |  |                       |        |
|  | Martin Damsbo (3)      | Sergio Pagni (6)      | 6                      | 5                  |                        |              |  |  |                       |        |
|  | Martin Damsbo (3)      |                       |                        | 5                  |                        |              |  |  |                       |        |
|  | Sergio Pagni (6)       | 6                     |                        |                    |                        |              |  |  |                       |        |
|  | Sergio Pagni (6)       | 6                     | Sergio Pagni (6)       | 6                  |                        |              |  |  |                       |        |
|  |                        |                       | Sergio Pagni (6)       | 6                  | Match pour la 3e place |              |  |  |                       |        |
|  |                        | Rodger Willet Jr. (7) | 4                      |                    |                        |              |  |  |                       |        |
|  | Rodger Willet Jr. (7)  | Rodger Willet Jr. (7) | 4                      | 6                  |                        |              |  |  |                       |        |
|  | Rodger Willet Jr. (7)  |                       |                        | 6                  |                        |              |  |  |                       |        |
|  | Jorge Jimenez (2)      | 5                     |                        | Shaun Teasdale (4) | 2                      |              |  |  |                       |        |
|  | Jorge Jimenez (2)      | 5                     |                        | Shaun Teasdale (4) | 2                      |              |  |  |                       |        |
|  |                        |                       |                        |                    |                        |              |  |  | Rodger Willet Jr. (7) | 6      |
|  |                        |                       |                        |                    |                        |              |  |  | Rodger Willet Jr. (7) | 6      |

### Poulies féminin
|  | Quarts-de-finale        | Quarts-de-finale     |                    |                  | Demi-finales           | Demi-finales |  |  | Finale             | Finale |
|  | Quarts-de-finale        | Quarts-de-finale     |                    |                  | Demi-finales           | Demi-finales |  |  | Finale             | Finale |
|  |                         |                      |                    |                  |                        |              |  |  |                    |        |
|  |                         |                      |                    |                  |                        |              |  |  |                    |        |
|  |                         |                      |                    |                  |                        |              |  |  |                    |        |
|  | Nicky Hunt (1)          | 5                    |                    |                  |                        |              |  |  |                    |        |
|  | Nicky Hunt (1)          | 5                    |                    |                  |                        |              |  |  |                    |        |
|  | Andrea Gales (8)        | 6                    |                    |                  |                        |              |  |  |                    |        |
|  | Andrea Gales (8)        | 6                    | Andrea Gales (8)   | 0                |                        |              |  |  |                    |        |
|  |                         |                      | Andrea Gales (8)   | 0                |                        |              |  |  |                    |        |
|  |                         | Albina Longinova (5) | 6                  |                  |                        |              |  |  |                    |        |
|  | Albina Longinova (5)    | Albina Longinova (5) | 6                  | 6                |                        |              |  |  |                    |        |
|  | Albina Longinova (5)    |                      |                    | 6                |                        |              |  |  |                    |        |
|  | Sandrine Vandionant (4) | 0                    |                    |                  |                        |              |  |  |                    |        |
|  | Sandrine Vandionant (4) | 0                    | Ashley Wallace (3) | 5                |                        |              |  |  |                    |        |
|  |                         |                      | Ashley Wallace (3) | 5                |                        |              |  |  |                    |        |
|  |                         | Albina Longinova (5) | 6                  |                  |                        |              |  |  |                    |        |
|  | Ashley Wallace (3)      | Albina Longinova (5) | 6                  | 6                |                        |              |  |  |                    |        |
|  | Ashley Wallace (3)      |                      |                    | 6                |                        |              |  |  |                    |        |
|  | Jamie Van Natta (6)     | 0                    |                    |                  |                        |              |  |  |                    |        |
|  | Jamie Van Natta (6)     | 0                    | Ashley Wallace (3) | 7                |                        |              |  |  |                    |        |
|  |                         |                      | Ashley Wallace (3) | 7                | Match pour la 3e place |              |  |  |                    |        |
|  |                         | Erika Anschutz (2)   | 1                  |                  |                        |              |  |  |                    |        |
|  | Linda Ochoa (7)         | Erika Anschutz (2)   | 1                  | 0                |                        |              |  |  |                    |        |
|  | Linda Ochoa (7)         |                      |                    | 0                |                        |              |  |  |                    |        |
|  | Erika Anschutz (2)      | 6                    |                    | Andrea Gales (8) | 1                      |              |  |  |                    |        |
|  | Erika Anschutz (2)      | 6                    |                    | Andrea Gales (8) | 1                      |              |  |  |                    |        |
|  |                         |                      |                    |                  |                        |              |  |  | Erika Anschutz (2) | 7      |
|  |                         |                      |                    |                  |                        |              |  |  | Erika Anschutz (2) | 7      |

### Poulies mixte par équipes
L'équipe locale du Royaume-Uni composée de Nicky Hunt et Chris White s'impose contre l'équipe du Mexique composée de Hafid Jaime et Linda Ochoa sur le score de 155 à 150.

### Résultats
| Arc classique |                        |                          |                         |
| Hommes        | Brady Ellison (USA)    | Im Dong-hyun (KOR)       | Jayanta Talukdar (IND)  |
| Femmes        | Yun Ok-hee (KOR)       | Victoriya Koval (UKR)    | Ki Bo-bae (KOR)         |
| Arc à poulies |                        |                          |                         |
| Hommes        | Sergio Pagni (ITA)     | Braden Gellenthien (USA) | Rodger Willet Jr. (USA) |
| Femmes        | Albina Longinova (RUS) | Ashley Wallace (CAN)     | Erika Anschutz (USA)    |

## Classements des nations
| Rang | Pays         | Points |
| ---- | ------------ | ------ |
| 1    | États-Unis   | 842    |
| 2    | Corée du Sud | 406    |
| 3    | Russie       | 357    |
| 4    | Chine        | 350    |
| 5    | Inde         | 296    |